# Arverni
Arvernii au fost un trib galic care a locuit în actuala regiune franceză Auvergne în cursul ultimelor secole î.Hr. Au fost unul dintre cele mai puternice triburi, opunându-se romanilor la diverse ocazii, mai ales în timpul Războaielor Galice. După ce Iulius Cezar a învins pe Vercingetorix, căpetenia arvernilor, s-a completat curerirea Galiei de Imperiul Roman. Cetatea principală a arvernilor a fost Gergovia, aflată în apropierea orașului actual Clermont-Ferrand.
În secolul 2 î.e.n. arvenii domină o mare parte a Galiei, de la Munții Pirinei, până la Massalia și Rin. În 121 î.e.n. regele arvenilor, Bituitus, este înfrânt și luat prizonier de generalii romani Cn Domitius Arhenobarbus și Q. Fabius Maximus. Fiul regelui arvenilor, Celtill, este conducătorul ultimei mari răscoale antiromane în anul 52 î.e.n.